# نووو سلو (پروکوپیه)
نووو سلو (به صربی: Novo Selo) یک منطقهٔ مسکونی در صربستان است که در پروکوپلیه واقع شده‌است. نووو سلو ۳۶۲ نفر جمعیت دارد.